# Maria Maddalena Morelli
Maria Maddalena Morelli, née le 17 mars 1727 à Pistoia et morte le 8 novembre 1800 à Florence, est une poétesse et femme de lettres italienne.

## Biographie
Maria Maddalena Morelli naquit à Pistoia en 1728. Les séductions de la poésie remplirent sa jeunesse, et ses talents éprouvés lui ouvrirent à Rome les portes de l’Académie d'Arcadie, où elle prit le nom de Corilla Olimpica, sous lequel on la désigne communément. Elle faisait preuve de la fécondité ou plutôt de la flexibilité d’imagination la plus remarquable, lorsqu’on lui proposait en public un sujet de poésie à traiter sans préparation. On la vit quelquefois, maniant avec une ingénieuse vivacité la langue italienne, composer d’inspiration des tirades considérables et jusqu’à des scènes entières de tragédie. Sa réputation littéraire lui fit décerner le triomphe qui avait honoré Pétrarque et dont le Tasse ne put jouir. Le 31 août 1766, elle reçut au Capitole la couronne de laurier. Pasquin protesta, par de nombreux sarcasmes, contre cet hommage solennel ; et ces sarcasmes trouvèrent tant d’échos que l’abbé Pizzi qui, en sa qualité de directeur de l’Arcadie, avait présidé à cette fête poétique, disait en riant que le couronnement de Corilla était devenu pour lui le couronnement d’épines. La verve de Corilla s’éteignit avant le temps ; elle n’était pas encore sexagénaire, qu’on la vit presque réduite à se faire honneur des sonnets qu’elle avait autrefois confiés au papier. Elle mourut à Florence, d’une attaque d’apoplexie, le 8 novembre 1800. Bodoni a publié, dans un recueil intitulé Actes du couronnement de Corilla, les pièces composées à cette occasion.